# Madonca fleten svet
Madonca fleten svet je pesniška zbirka. Napisal jo je slovenski pisatelj, dramatik, esejist, gledališki, filmski in televizijski režiser Vinko Möderndorfer, ilustrirala pa Maja Jančič. Izšla je leta 1995 pri založbi Mladinska knjiga v Ljubljani.

## Vsebina
Pesniška zbirka ni razdeljena na poglavja. Ima šest pesmi, in sicer: Madonca, je svet fleten; Skrivati se; Nekatere stvari me strašno zanimajo; Ljubezniva Gaja; Cvet; Najino skupno otroštvo. Pesmi so namenjene mladini. 

## Literarni liki
V pesniški zbirki ni glavnih likov, sta pa lika, ki se ponavljata: narava in ljubezen. Slednji se pojavlja v več pesmih, ne pa v vseh. 

## Analiza pesniške zbirke
Pesmi, ki so zajete v pesniško zbirko, so lirične, saj avtor v njih izpoveduje čustva in misli.
Pesniška zbirka je napisana v svobodni pesniški obliki v kiticah in so različno dolge. Kitice niso vedno v rimah in posamezna pesem v kitici nima enakega števila verzov. V pesmih, ki vsebujejo rime, se ta pojavlja na koncu verza. Dve pesmi sta napisani le v eni kitici. 